# Пильчиков, Николай Дмитриевич
Николай Дмитриевич Пильчиков (1857—1908) — учёный-физик, изобретатель в области радиотехники. Профессор Харьковского университета (1889—1894), Новороссийского университета (1894—1902), Харьковского технологического института (1902—1908). Автор работ по оптике, земному магнетизму, электро- и радиотехнике, радиоактивности, рентгеновским лучам, электрохимии, геофизике, метеорологии.

## Биография
Родился в Полтаве в мае 1857 года в семье русского мещанина Дмитрия Павловича Пильчикова, происходившего из Новороссийского края. С 1870 по 1876 год обучался в Полтавской гимназии. Уже в то время были замечены его незаурядные способности в физике и математике, поэтому он выбрал физико-математический факультет, поступая в Харьковский университет. После окончания университета в 1880 году был оставлен ассистентом на кафедре физики. В этом же году опубликовал свою научную монографию «Рефрактор с полой чечевицей для определения показателя преломления света в жидкости и методика оптического анализа».
В 1883—1884 годах участвовал в экспедиции по изучению Курской магнитной аномалии. Одним из первых предположил, что причиной этой аномалии являются залежи железной руды. За эту работу он был удостоен Большой Серебряной медали Русского географического общества.
В 1885 году был назначен на должность приват-доцента Харьковского университета. Звание магистра физики и физической географии он получил в 1886 году, защитив диссертацию в Петербургском университете, именно исследования магнетизма позволили Пильчикову стать магистром.
В 1888 году Пильчикова пригласили на стажировку в Парижскую магнитную обсерваторию. К этому времени он уже имел 18 научных трудов, являлся автором 9 серьёзнейших физических и физико-химических приборов, среди которых рефрактометр для жидкостей. По возвращении Пильчиков становится профессором, читает курсы в Харьковском университете по метеорологии и физике. Он основал при университете магнитно-метеорологическое отделение и метеостанцию, создал конструкцию стратостата для изучения верхних слоёв атмосферы и даже разработал высотный скафандр для пилота. Он создал однониточный сейсмограф, изобрёл прибор для измерения магнитного давления новой конструкции, исследовал атмосферную оптику и поляризацию света. Одновременно принимал участие в работе научных конференций в Москве, Петербурге, Париже и Киеве.
В 1894 году Пильчиков переезжает в Одессу и работает в Императорском Новороссийском университете. В 1894 году он изобретает лампу, которую назвали «фокус-трубка Пильчикова». С помощью своей лампы он исследует Х-лучи и открывает новые закономерности.
Разработанный Пильчиковым оптико-гальванический способ изучения электролиза позволяет получать изображение предмета на металлических пластинках. Это явление было названо фотогальванографией или электрофотографированием.
Тогда же Пильчиков создаёт прибор, способный принимать не все радиоволны, а только радиоволны, имеющие конкретную длину, то есть прибор настраивается на определённую радиоволну и отфильтровывает все радиопомехи.
В марте 1898 года в Одессе Пильчиков прочитал лекцию с демонстрацией своих опытов. С помощью радиоволн, проходящих через стены зала, он зажигал огни маяка, заставлял пушку стрелять, подорвал небольшую яхту и даже перевёл семафор на железной дороге.
В декабре 1898 года предложил Военному ведомству ряд применений беспроводной связи в военном деле на основании проведённых им лабораторных опытов:
- устанавливать телеграфную связь так, что неприятель не сможет ни помешать передаче, ни прочесть сообщение;
- взрывать заложенные мины на расстоянии;
- создать управляемые на расстоянии минные лодки, чтобы настигать и топить неприятельские корабли;
- построить управляемые на расстоянии сухопутные миноносцы для разрушения встречаемых укреплений.

Разъясняя сущность своего изобретения, он сообщил в январе 1899 года, что приёмник снабжается охранным устройством — «протектором, который профильтровывая доходящие до него электрические волны, давал бы доступ к действующему механизму лишь тем волнам, которые посланы нами». Протекторы, в зависимости от назначения, могут быть разные: для телеграфа, для мин, для механизмов управления рулём, для железнодорожных семафоров и т. д. Последнее обращение Пильчикова в Военное ведомство было в январе 1901 года.
В мае 1901 года его работами заинтересовалось Морское ведомство. Чтобы на месте ознакомиться с его приборами, в июне была создана специальная комиссия, в которую вошёл А. С. Попов. Эта поездка не состоялась, но Попов 28 октября 1901 года дал отзыв на докладную записку Пильчикова, где отметил:

В предложении проф. Н. Д. Пильчикова заслуживает внимания постановка вопроса о защите от перехвата депеш беспроводного телеграфа… Желательно, чтобы профессор Н. Д. Пильчиков вполне точно указал особенности приборов, лично им изобретённых в отличие от других систем приборов, пользующихся электромагнитными волнами и электрическим резонансом, дабы при осмотре аппаратов профессора Пильчикова не могло выйти неудобств, вследствие возможных совпадений в схемах расположения приборов с употребляемыми на судах флота и разрабатываемыми непрерывно в мастерской телеграфирования в Кронштадте.
В конце 1901 — начале 1902 года Пильчиков находился в Санкт-Петербурге, приехав туда на XI съезд естествоиспытателей и врачей, и в январе 1902 года посетил минный отдел Морского технического комитета, где состоялась беседа с участием Попова и его помощника К. Ф. Шульца. Денежные средства, аккумуляторы и судно Черноморского флота для проведения опытов были выделены в конце лета 1902 года.
Пильчиков не прекращал своих научных исследований, возвратившись в Харьков в 1902 году и став профессором Харьковского технологического института. Благодаря его стараниям, физическая лаборатория института стала самой оснащённой среди учебных заведений того времени.
Опыты по беспроводной телеграфии проводились летом 1903 года, одна станция была установлена на Херсонесском маяке, а другая — на военном корабле «Днестр». На испытаниях присутствовали лейтенанты Кедрин и Степанов. Из отчёта об испытаниях:

Когда на расстоянии 54 мили чтение телеграмм стало затруднительным, перешли на трансформатор, предложенный профессором Пильчиковым, и было заметно резкое улучшение работы приборов и следующая телеграмма на расстоянии 55 миль была принята. На 60½ мили приём телеграмм снова стал сложным <…> Опыты дали большую пользу телеграфированию тем, что показали, как даже при имеющихся средствах, вполне скромных и несовершенных, можно при усердном отношении к делу <…> достичь дальности до 50 миль приёма телеграмм на ленту.
Дальнейшая судьба этих опытов неизвестна. Известно лишь, что командующий русским флотом в Тихом океане 1 сентября 1904 года выразил благодарность Н. Д. Пильчикову за его труды на пользу Тихоокеанского флота. Исследователи деятельности Пильчикова утверждают, что его работы в области радиотехники не сохранились или не обнаружены.
В Харьковском технологическом институте Пильчиков построил на свои средства радиостанцию с мачтой высотой 25 м и павильон для опытов по беспроводной телеграфии. Передвижную станцию он установил на своём автомобиле, но эти работы были остановлены директором института, который запретил ездить на автомобиле по территории института. В этот период продолжалась переписка с Поповым, так, в письме от 22 октября 1904 года Попов сообщает Пильчикову, что выслал ему по его просьбе реле.
Пильчиков был избран действительным членом Тулузской академии наук, международным обществом электриков и различными другими научными обществами в России, Франции, Австрии, Бельгии, Германии и США. Он был не только замечательным учёным, но и прекрасно играл на скрипке, писал на украинском языке стихи, рисовал картины.
В начале мая 1908 года он явился в харьковскую клинику известного в то время врача-психиатра Ивана Платонова. 6 мая около семи часов утра обслуживающий персонал клиники услышал выстрел, после чего Пильчикова нашли мёртвым, с простреленным сердцем. Он был признан покончившим с собой, однако выдвигаются конспирологические версии о его убийстве.